# Episkopi (Bezirk Paphos)
Episkopi (griechisch Επισκοπή, türkisch Piskobu) ist eine Gemeinde im Bezirk Paphos in der Republik Zypern. Bei der Volkszählung im Jahr 2021 hatte sie 205 Einwohner.
Markenzeichen des Dorfes ist ein großer Felsen, der beim großen Erdbeben von 1953 aus einem größeren und höheren Felsen herabstürzte. Dieser Felsen ist Teil des geologischen Komplexes „Mamonia“ und wurde als geschütztes Natura-2000-Gebiet von enormer ökologischer Bedeutung ausgewiesen.

## Name
Der Ortsname kommt von seinem einstigen Bischofssitz (episkopos) in der fränkischen Zeit. Davor trug das Dorf den Namen Komi.

## Lage und Umgebung

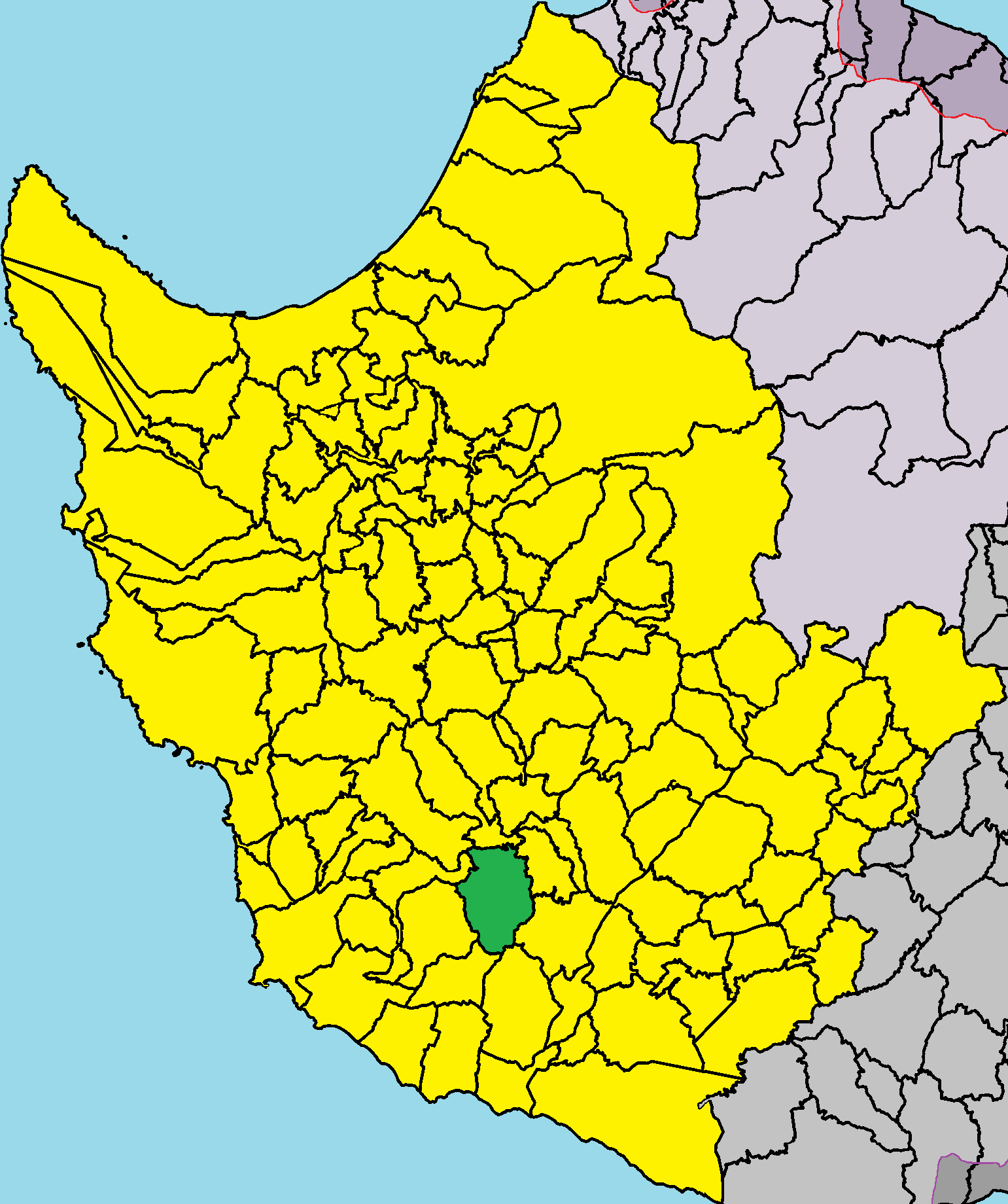
Lage im Bezirk Paphos

Episkopi liegt im Westen der Mittelmeerinsel Zypern auf einer Höhe von etwa 290 Metern, etwa 18 Kilometer nordöstlich von Paphos, 65 Kilometer nordwestlich von Limassol und 150 Kilometer südöstlich von Nikosia. Es befindet sich am Westufer des Flusses Ezousa. Das 13,2649 Quadratkilometer große Dorf grenzt im Norden an Kallepia, im Osten an Axylou und Nata, im Süden an Anarita und Agia Varvara, im Westen an Marathounda und Armou und im Nordwesten an Tsada. Das Dorf kann über die Straße E710 erreicht werden.
In der Umgebung werden Weinreben, Getreide, Futterpflanzen, Mandeln, Gemüse und Zitrusfrüchte angebaut. In begrenztem Umfang wird auch Viehzucht betrieben.

## Geschichte
Das Dorf ist seit der fränkischen Besetzung bewohnt. Während der Herrschaft von König Jakob II. ließ sich der orthodoxe Bischof von Paphos in Episkopi nieder, nachdem er seinen Sitz als Resultat der Verfolgungen der orthodoxen Gemeinschaft durch die Römer zunächst nach Polis Chrysochous verlegt hatte.

### Bevölkerungsentwicklung
| Jahr      | 1881 | 1891 | 1901 | 1911 | 1921 | 1931 | 1946 | 1960 | 1976 | 1982 | 1992 | 2001 | 2011 | 2021 |
| Einwohner | 261  | 314  | 355  | 403  | 457  | 399  | 615  | 726  | 603  | 487  | 257  | 162  | 220  | 205  |